# 132524 APL
كويكب 132524 APL أو 132524 APL كان معروفًا في السابق بالرمز 2002 JF56 – هو كويكب صغير في حزام الكويكبات ويبلع قطره نحو 3و2 كيلومتر (حزام الكويكبات توجد بين المريخ والمشتري) . وقد مرت عليه المركبة الفضائية نيوهورايزونز المتجهة إلى بلوتو من على بعد 102.000 كيلومتر يوم 13 يونيو 2006 .
يبين الطيف المقاس بواسطة نيوهورازونز أن الكويكب 132524 أيه بي إل صخري من التصنيف S(Stony). S-Typ الكويكب يتخذ مدارا بيضويا حول الشمس، حيث يتغير بعده عنها بين 9و1 - 3و3 وحدة فلكية، وذلك كل 2و4 سنة من سنوات الأرض. ومستوى دورانه حول الشمس يميل عن مستوي دوران الأرض حولها بنحو 4 درجات.
كانت المركبة الفضائية نيوهورايزونز في طرقها إلى الكوكب القزم بلوتو الموجود على حافة المجموعة الشمسية. ومرت على الكويكب إيه بي إل يوم 13 يونيو 2006 في السا4.05 حسب التوقيت العالمي المنسق على بعد 102.000 كيلومتر. وتبين الصورة نقطتين مضيئتان للكويكب : أحدهما التقطت يوم 11 يونيو (أسفل الصورة وكان بعده 36.3 مليون كيلومتر)، والصورة الثانية التقطت يوم 12 يونيو 2006 (النقطة العليا، من على بعد 34و1 مليون كيلومتر ) من المسبار نيوهورايزونز.
بناء على اقتراح من الدكتور «ألان شتيرن»، المشرف على بعثو نيوهورايزونز، وموافقة «الاتحاد الدولي للعلوم الفلكية » IAU في مارس 2007 بتسمية الكويكب أيه بي إل كناية عن اسم معهد الفيزياء التطبيقية Applied Physics Laboratory (APL) التابع لجامعة جون هوبكينز يونيفرسيتي.

## اقرأ أيضا
- كويكب 2023 DZ2
- بعثة هايابوسا 2
- 162173 ريوغو (كويكب)
- نيوهورايزونز
- فوياجر 1
- فوياجر 2
- 243 إيدا
- ثولين